# 蒂鲁维坦科杜
蒂鲁维坦科杜（Thiruvithankodu），是印度泰米尔纳德邦甘尼亚古马里县的一个城镇。总人口16689（2001年）。

## 人口
该地2001年总人口16689人，其中男性8225人，女性8464人；0—6岁人口1722人，其中男875人，女847人；识字率81.56%，其中男性为84.05%，女性为79.15%。